# Plenty River (Hay River)
Der Plenty River ist ein Fluss im Südosten des australischen Northern Territory. Er führt nicht das ganze Jahr über Wasser.

## Geografie

### Flusslauf
Der Fluss entspringt nördlich der Harts Range rund 125 Kilometer nordöstlich von Alice Springs. Er fließt zunächst nach Osten entlang des Plenty Highway, den er bei Jervois unterquert. Gleichzeitig wendet er seinen Lauf nach Südosten und teilt sich in einen Western Channel und einen Eastern Channel auf, die ungefähr 60 Kilometer getrennt- und dann wieder zusammenfließen. Der Plenty River versickert meistens nach insgesamt etwa 340 Kilometern im Ostteil der Simpsonwüste im Untergrund.
In besonders nassen Jahren mündet er im Ostteil der Simpsonwüste in den Hay River – eine zusätzliche Strecke von fast 60 Kilometern.

### Nebenflüsse mit Mündungshöhen
Er hat folgende Nebenflüsse:
- Stones Creek – 550 m
- Entire Creek – 464 m
- Huckitta Creek – 258 m